# Ewodia i Syntycha
Ewodia i Syntycha (gr. Εὐοδία i Συντύχη) – postacie biblijne. Kobiety te, autor Listu do Filipian – Paweł z Tarsu wzywa do jednomyślności w Panu. Uważa się, iż obie kobiety zasługują na miano współpracownic Apostoła narodów, choć tak dosłownie brzmiącego terminu nie ma w liście. Przypuszcza się, iż obydwie kobiety Paweł spotkał po raz pierwszy podczas drugiej podróży misyjnej, prawdopodobnie wśród grona pobożnych kobiet, które gromadziły się u Lidii. Okres pomiędzy poznaniem Ewodii i Syntychy a redakcją Listu do Filipian wynosił około 10 lat. Stąd wnioskuje się, że były to chrześcijanki znane w   Filippi, skoro po takim czasie Paweł angażuje swój apostolski autorytet w celu wprowadzenia pokoju między nimi. Pisze też: „Także proszę i ciebie, prawdziwy Syzygu, pomagaj im, bo one razem ze mną trudziły się dla Ewangelii wraz z Klemensem i pozostałymi moimi współpracownikami, których imiona są w księdze życia" (Flp 4,3).